# Нальчикское восстание
Нальчикское восстание — эпизод Первой русской революции, события 26-28 декабря 1905 года. В Российской империи

## Ход событий
В октябре 1905 года в Нальчике состоялся митинг, на котором присутствовало около тысячи крестьян, съехавшихся в слободу со всей округи. По приказу начальника Нальчикского округа полковника Страхова для разгона этого митинга были посланы формирования местного гарнизона, однако все они вскоре перешли на сторону крестьян, как и посланный вслед за ними Осетинский батальон. В ноябре 1905 года, когда в России началась Всеобщая политическая забастовка, митинги в Нальчике проходили уже постоянно.
Исторические версии событий декабря 1905 года в Нальчике расходятся. В книге В. Я. Пеннера и Н. В. Пеннер «Нальчик глазами современников» рассказывается, что 26 декабря 1905 года на имя Страхова в командование округа пришли телеграммы, в которых сообщалось, что в Нальчик направляется большая группа осетинских конокрадов, которые незадолго до того устроили беспорядки в Ардоне, Алагире, Мсяуре и ряде других населённых пунктов. Так как Страхов и его ближайший помощник в это время отсутствовали, за главного в округе остался младший помощник Страхова капитан Мокрицкий, который сообщил всем жителям слободы Нальчик о грозящей опасности. Часть горожан бежала, а другая решила остаться, чтобы защищать Нальчик. По приказу Мокрицкого было роздано оружие солдатам квартировавшей в Нальчике 5-й роты Ахульгинского батальона, расставлены посты и патрули, посланы люди с предупреждением об опасности по окрестным селениям. Утром 27 декабря в Нальчик вернулся Страхов, которого чрезвычайно удивило положение дел. Среди людей, решивших, что начальник округа халатно относится к своим обязанностью, разносилось недовольство. В слободе был объявлен сход, однако Страхов не явился на него. Когда толпа осадила дом начальника округа, Страхов в сопровождении нескольких офицеров попытался успокоить её, однако это не привело к успеху. Вечером того же дня в Нальчик приехал полковник Медведев, командированный главой Терской области. Объявив, что слухи о возможном нападении на слободу были ложными, Медведев потребовал сдать оружие. Жители Нальчика выполнили это требования, однако перед сдачей оружия расстреляли все патроны. Позднее в Нальчике полицией было арестовано восемь наиболее активных участников беспорядков, а Мокрицкий вызван для объяснения во Владикавказ.
По версии, изложенной в книге К. Х. Унежева «История Кабарды и Балкарии», восставшие захватили склад боеприпасов местного гарнизона и попытались разгромить здание окружного правления и взять под арест Страхова и его администрацию. Видя такое положение дел, Страхов телефонировал главе Терской области о беспорядках и бежал из слободы. Повстанцы создали боевую революционную дружину, насчитывавшую около восьми сотен человек, а также революционный комитет, немедленно установивший связь с революционным подпольем в других городах Кавказа. Для подавления восстания были применены казачьи и полицейские формирования. Полностью восстание было подавлено 28 декабря 1905 года.